# Родрігу Кастру
Родрігу Кастру (порт. Rodrigo Castro, 21 грудня 1978) — бразильський плавець.
Учасник Олімпійських Ігор 2000, 2004, 2008 років.
Призер Чемпіонату світу з плавання на короткій воді 2004 року.
Переможець Панамериканських ігор 2007 року, призер 1999, 2003 років.